# Rhodeus meridionalis
Rhodeus meridionalis és una espècie de peix cipriniforme de la família dels ciprínids.